# Astichus trifasciatipennis
Astichus trifasciatipennis är en stekelart som först beskrevs av Girault 1913.  Astichus trifasciatipennis ingår i släktet Astichus och familjen finglanssteklar. Inga underarter finns listade.